# Diamante
El diamante es un mineral alótropo del carbono en el que los átomos de carbono están dispuestos en una variante de la estructura cristalina cúbica centrada en la cara denominada. El diamante es la segunda forma más estable de carbono, después del grafito; sin embargo, la tasa de conversión de diamante a grafito es despreciable a condiciones ambientales. El diamante tiene renombre específicamente como un material con características físicas superlativas, muchas de las cuales derivan del fuerte enlace covalente entre sus átomos. En particular, el diamante tiene la más alta dureza y conductividad térmica de todos los materiales conocidos por el ser humano. Estas propiedades determinan que la principal aplicación industrial del diamante sea en herramientas de corte y de pulido, además de otras aplicaciones. Un diamante de calidad superior es denominado un naife.
Es uno de los minerales con más valor del mundo por sus características físicas y ópticas. Debido a su estructura cristalina extremadamente rígida, puede ser contaminado por pocos tipos de impurezas, como el boro y el nitrógeno. Combinado con su gran transparencia (correspondiente a una amplia banda prohibida de 5,5 eV), esto resulta en la apariencia clara e incolora de la mayoría de diamantes naturales. Algunas pequeñas cantidades de defectos o impurezas (aproximadamente una parte por millón) inducen un color de diamante azul (boro), amarillo (nitrógeno), marrón (defectos cristalinos), verde, violeta, rosado, negro, naranja o rojo. El diamante también tiene una dispersión refractiva relativamente alta, esto es, la propiedad de dispersar luz de diferentes colores, lo que resulta en su lustre característico. Sus excelentes propiedades ópticas y mecánicas, combinadas con una mercadotecnia eficiente, hacen que el diamante sea la gema más popular.
La mayor parte de los diamantes naturales se forman en las condiciones de presión y temperatura extremas existentes a profundidades de 140 km a 190 km en el manto terrestre. Los minerales que contienen carbono proveen la fuente de carbono, y el crecimiento tiene lugar en períodos de 1 a 3,3 mil millones de años, lo que corresponde, aproximadamente, a entre el 75 % y el 25 % de la edad de la Tierra. Los diamantes son trasladados cerca de la superficie de la Tierra a través de erupciones volcánicas profundas por el magma, que se enfría en rocas ígneas conocidas como kimberlitas y lamproitas. Los diamantes también pueden ser producidos sintéticamente en un proceso de alta presión y alta temperatura que simula aproximadamente las condiciones en el manto de la Tierra. Una alternativa, y técnica completamente diferente, es la deposición química de vapor. Algunos materiales distintos al diamante, como la zirconia cúbica y carburo de silicio son denominados frecuentemente simulantes de diamantes, por semejarse al diamante en apariencia y muchas propiedades. Se han desarrollado técnicas gemológicas especiales para distinguir los naturales de los diamantes sintéticos y los simulantes de diamantes.

## Historia
El nombre diamantes deriva del griego antiguo ἀδάμας (adámas), «propio», «inalterable», «irrompible, indomable», de ἀ- (a-), «sin» + δαμάω (damáō), «yo gobierno, yo domo». Sin embargo, se piensa que los diamantes fueron reconocidos y minados por primera vez en la India, donde podrían haberse encontrado depósitos aluviales significativos hace muchos siglos a lo largo de los ríos Penner, Krishna y Godavari. Se considera probado que los diamantes eran conocidos en la India desde hace al menos 3000 años y se conjetura que se conocieran hace ya 6000 años.
Los diamantes han sido atesorados como gemas desde su uso como iconos religiosos en la antigua India. Su uso en herramientas de grabado también se remonta a la historia humana más temprana. La popularidad de los diamantes ha ido creciendo desde el siglo XIX debido a su creciente suministro, mejores técnicas de corte y pulido, crecimiento en la economía mundial, y campañas de publicidad innovadoras y exitosas.
En 1813 Humphry Davy usó una lente para concentrar los rayos del sol en un diamante en una atmósfera de oxígeno y demostró que el único producto de la combustión era dióxido de carbono, demostrando que el diamante estaba compuesto de carbono. Posteriormente demostró que, en una atmósfera desprovista de oxígeno, el diamante se convierte en grafito.
El uso más familiar de los diamantes hoy en día es como gemas usadas para adorno, un uso que se remonta a la antigüedad. La dispersión de la luz blanca en los colores espectrales es la característica gemológica primaria de las gemas diamantes. En el siglo XX expertos en el campo de la gemología han desarrollado métodos para clasificar a los diamantes y otras gemas, basándose en las características más importantes de su valor como gema. Las cuatro características, conocidas informalmente como las cuatro C, desarrolladas por GIA, son usadas ahora de un modo común como descriptores básicos de los diamantes: estos son carat, cut, colour y clarity (peso, talla, color y pureza).
El Cullinan, o Estrella del Sur, es el mayor diamante hallado en toda la historia del que se tenga conocimiento. Su valor era incalculable, hasta tal punto que debió ser troceado en varios fragmentos. Hay muchos diamantes en el mundo, pero muy pocos que puedan compararse al Cullinan extraído de una mina que sir Thomas Cullinan poseía a 40 kilómetros de Pretoria, Sudáfrica, pesaba en bruto 3.106 quilates (621 gramos) y fue entregado como regalo de cumpleaños al rey británico Eduardo VII.

## Propiedades materiales

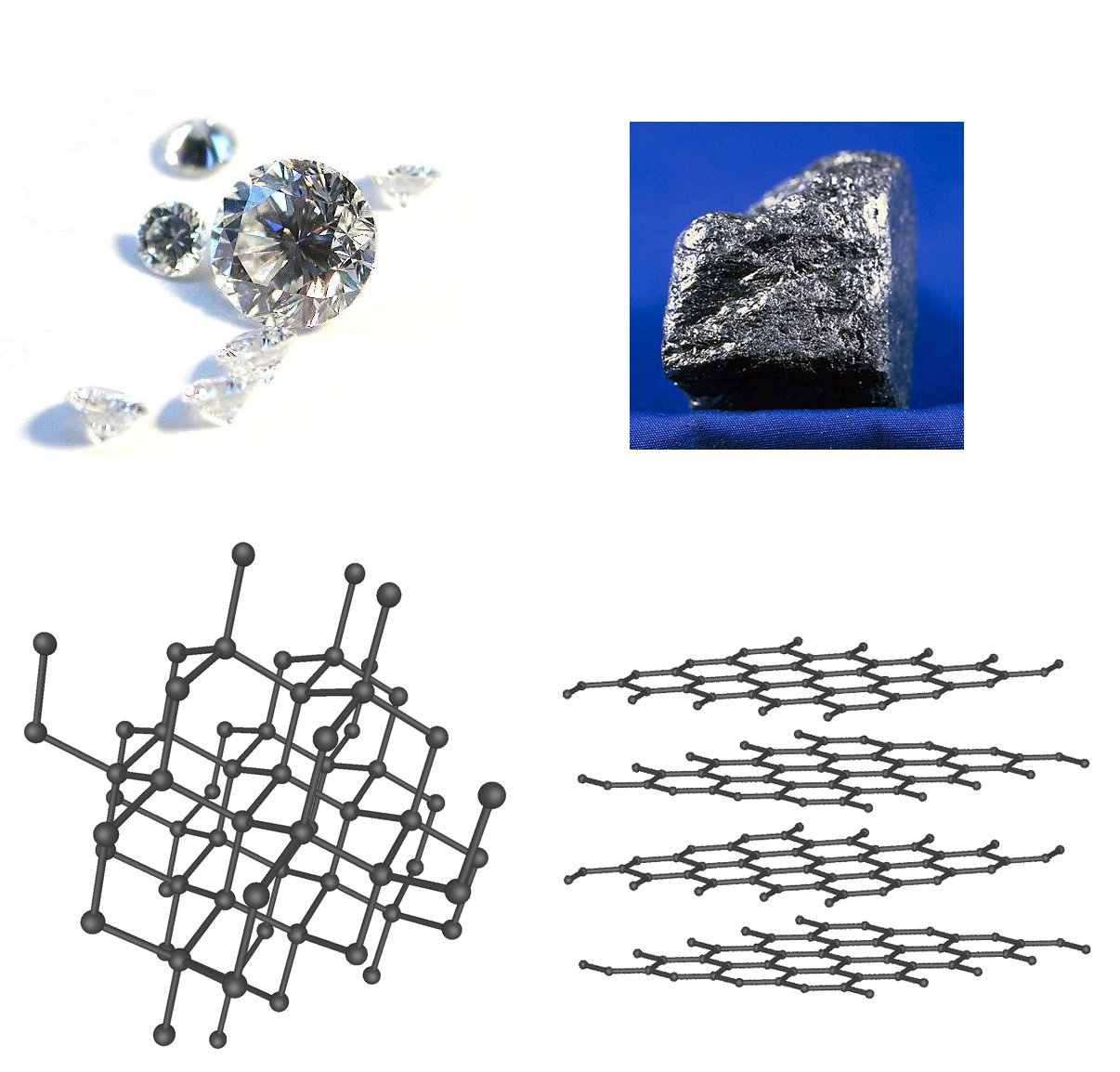
El diamante y el grafito son dos alótropos del carbono: formas puras del mismo elemento, pero que difieren en estructura.

Un diamante es un cristal transparente de átomos de carbono enlazados tetraedralmente (sp3) que cristaliza en la red de diamante, que es una variación de la estructura cúbica centrada en la cara. Los diamantes se han adaptado para muchos usos, debido a las excepcionales características físicas. Las más notables son su dureza extrema y su conductividad térmica (900–2.320 W/(m·K)), así como la amplia banda prohibida y alta dispersión óptica. Sobre los 1.700 °C (1.973 K / 3.583 °F) en el vacío o en atmósfera libre de oxígeno, el diamante se convierte en grafito; en aire la transformación empieza aproximadamente a 700 °C. Los diamantes existentes en la naturaleza tienen una densidad que va desde 3,15–3,53 g/cm³, con diamantes muy puros generalmente extremadamente cerca a 3,52 g/cm³.

### Dureza

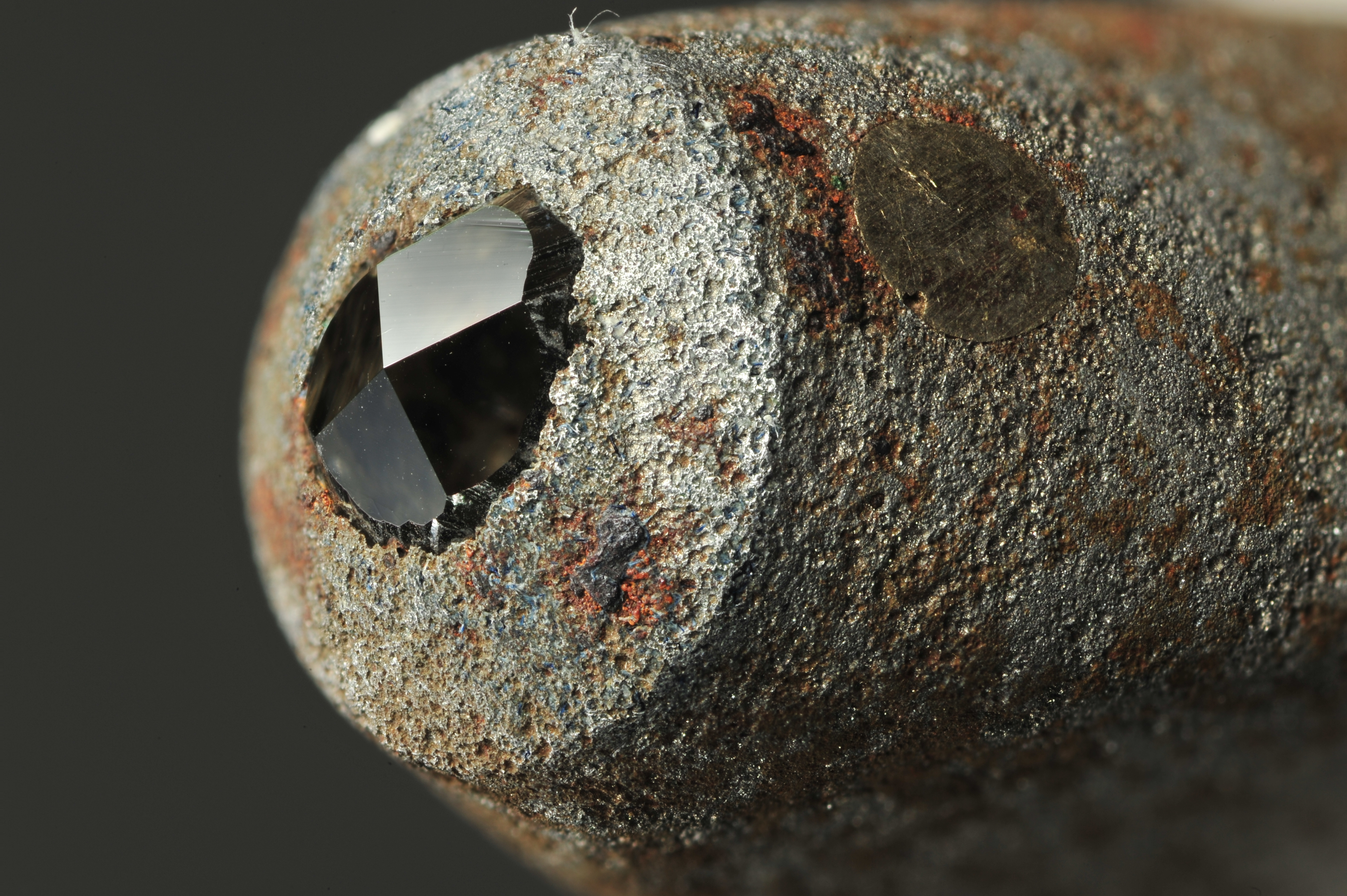
La dureza extrema del diamante en ciertas orientaciones lo hace útil en la ciencia de los materiales, como en este diamante piramidal incrustado en la superficie de trabajo de un probador de dureza Vickers.

El diamante es el material natural más duro conocido hasta el momento (aunque en 2009 se iniciaron unos estudios que parecen demostrar que la lonsdaleíta es un 58% más dura) en el que la dureza está definida como la resistencia a la rayadura. El diamante tiene una dureza de 10 (la máxima) en la escala de Mohs de dureza de minerales.
Los diamantes naturales más duros en el mundo son los de los campos de Copeton y Bingara, ubicados en el área de New England en Nueva Gales del Sur, Australia. Fueron llamados can-ni-faire ("no puede hacerse nada con ellos", una combinación del inglés "can" = poder, italiano "ni" = no y el francés "faire" = hacer) por los cortadores en Amberes cuando empezaron a llegar en cantidades desde Australia en la década de 1870. Estos diamantes son generalmente pequeños, octaedros perfectos a semiperfectos, y se usan para pulir otros diamantes. Su dureza está asociada con la forma de crecimiento del cristal, que es en una sola etapa. La mayor parte de los otros diamantes muestran más evidencias de múltiples etapas de crecimiento, lo que produce inclusiones, fallas y planos de defectos en la red cristalina, todo lo cual afecta a su dureza. Es posible tratar diamantes regulares bajo una combinación de presión y temperatura altas para producir diamantes que son más duros que los diamantes usados en dispositivos de dureza.
La dureza de los diamantes contribuye a su aptitud como gema. Debido a que solo pueden ser rayados por otros diamantes, mantienen su pulido extremadamente bien. A diferencia de otras gemas se adaptan bien al uso diario debido a su resistencia al rayado; tal vez esto contribuye a su popularidad como la gema preferida en anillos de compromiso y anillos de matrimonio, que suelen ser usados todos los días durante décadas.
El uso industrial de los diamantes ha sido asociado históricamente con su dureza; esta propiedad hace al diamante el material ideal para herramientas de cortado y pulido. Como material natural más duro conocido, el diamante puede ser usado para pulir, cortar, o erosionar cualquier material, incluyendo otros diamantes. Las adaptaciones industriales comunes de esta habilidad incluyen brocas y sierras, y el uso de polvo de diamante como abrasivo. Los diamantes de grado industrial menos caros, conocidos como bort, con muchas fallas y color más pobre que las gemas, son usados para tales propósitos.
El diamante no es apto para maquinarias de aleaciones ferrosas a altas velocidades, puesto que el carbono es soluble en hierro a las altas temperaturas creadas por la maquinaria de alta velocidad, conduciendo a un desgaste incrementado en las herramientas de diamante cuando se las compara con alternativas.
Estas sustancias pueden rayar al diamante:
- Algunos diamantes son más duros que otros.
- Los agregados nanocristalinos de diamantes producidos por tratamiento de presión alta y temperatura alta del grafito o fullerenos (C60).[21]
- Nitruro de boro cúbico (Borazón)
- Una forma hexagonal del diamante denominada lonsdaleíta, que se ha predicho teóricamente ser 58% más fuerte que el diamante.[22]

### Conductividad eléctrica
Otras aplicaciones especializadas también existen o están siendo desarrolladas, incluyendo su uso como semiconductores: algunos diamantes azules son semiconductores naturales, en contraste a la mayoría de otros diamantes, que son excelentes aislantes eléctricos. La conductividad y color azul se originan de la impureza de boro. El boro sustituye a átomos de carbono en la red de diamante, donando un hueco en la banda de valencia.
Comúnmente se observa una conductividad sustancial en diamantes nominalmente no dopados, que han crecido por deposición química de vapor. Esta conductividad está asociada con especies relacionadas al hidrógeno adsorbido en la superficie, y puede ser eliminada por recocido u otros tratamientos de superficie.

### Tenacidad
La tenacidad se refiere a la habilidad del material de resistir la ruptura debido a un impacto fuerte. La tenacidad del diamante natural ha sido medida como 2,0 MPa·m1/2, y el factor de intensidad de tensión crítica es 3,4 MN·m−3/2. Estos valores son altos comparados con otras gemas, pero bajos comparados con la mayoría de materiales de ingeniería. Como con cualquier material, la geometría microscópica de un diamante contribuye a su resistencia a la fractura. El diamante tiene un plano de fractura y de ahí es más frágil en algunas orientaciones que en otras. Los cortadores de diamantes usan este atributo para quebrar algunas piedras, como paso previo al facetado.

## Yacimientos
| En África: - República Democrática del Congo - Sierra Leona - Sudáfrica | En América: - Brasil - Colombia [cita requerida] - Estados Unidos - Perú - Venezuela | En Oceanía: - Australia En Asia: - India - Japón - Rusia (Estepa siberiana). |

### Color

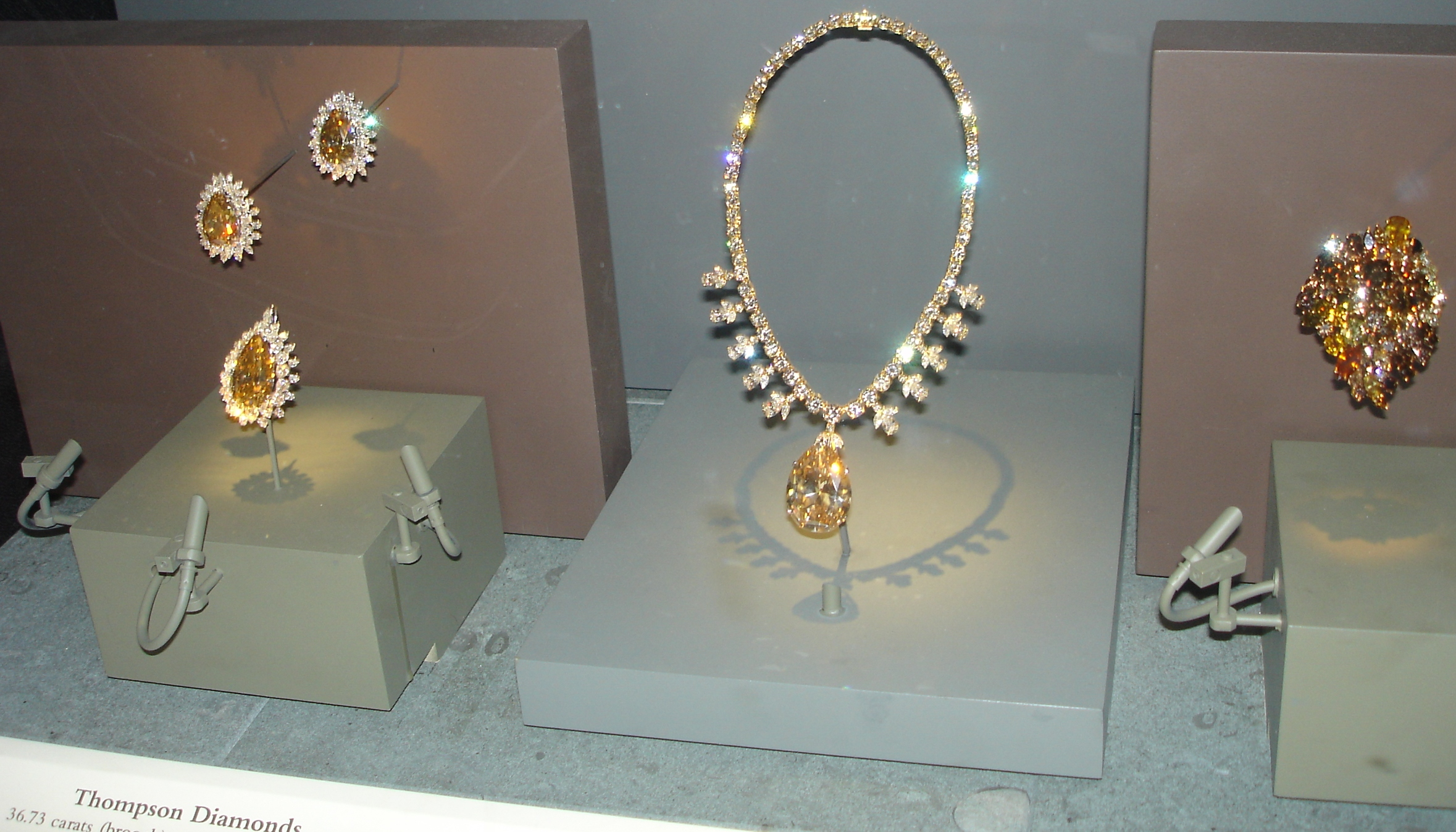
Diamantes coloreados de marrón en el Museo Nacional de Historia Natural del Instituto Smithsoniano.

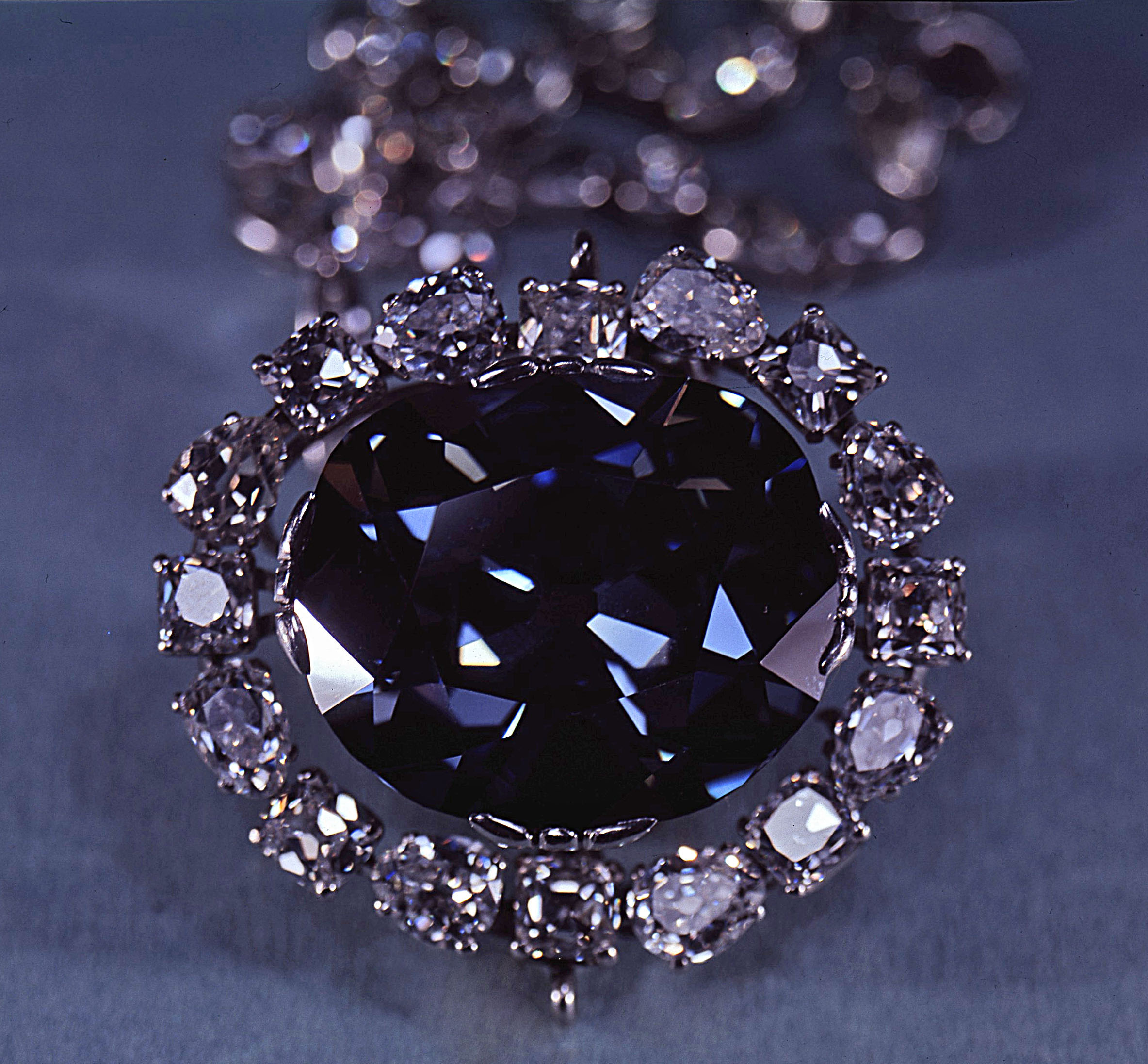
El diamante de color más famoso, el Diamante Hope

El diamante tiene una amplia banda prohibida de 5,5 eV (o 225 nm) que abarca todo el espectro visible, lo que significa que el diamante puro debería transmitir la luz visible y aparecer como un cristal transparente e incoloro. El origen de los colores en el diamante está en los defectos de red y las impurezas. La mayoría de impurezas en los diamantes consisten en el reemplazo de un átomo de carbono en la red cristalina. La impureza más común, el nitrógeno, ocasiona una coloración amarilla ligera a intensa, dependiendo del tipo y concentración de nitrógeno presente. El Gemological Institute of America (GIA) clasifica la baja saturación amarilla y marrón como diamantes en el rango normal de color, y aplica una escala de graduación desde 'D' (incoloro) hasta 'Z' (ligeramente amarillo). El nitrógeno es, con diferencia, la impureza más común encontrada en las gemas diamantes y es responsable del amarillo y el marrón en los diamantes (véase también: centro nitrógeno-vacante). El boro es responsable del color azul grisáceo. Los diamantes de color diferente, como el azul, son llamados diamantes de "colores fantasía", y caen bajo una escala de graduación diferente.
Los metales de transición Ni y Co, que se usan comúnmente para el crecimiento de diamante sintético por las técnicas de presión alta y temperatura alta, han sido detectados en los diamantes como átomos individuales, sin embargo la concentración máxima es 0,01% para el Ni, e incluso mucho menor para el Co. Obsérvese, sin embargo, que puede introducirse virtualmente cualquier elemento en el diamante por implantación de iones.
El color en los diamantes tiene dos fuentes adicionales: irradiación (usualmente por partículas alfa) que ocasiona el color en los diamantes verdes y deformaciones físicas del cristal de diamante conocidas como deformaciones plásticas. La deformación plástica es la causa del color en ciertos diamantes marrones y tal vez en algunos rosados y rojos. En orden de rareza, los diamantes incoloros, con diferencia los más comunes, son seguidos por los amarillos y marrones, luego por los azules, verdes, negros, blancos translúcidos, rosados, violetas, naranjas, morados, y los más raros, los rojos. Se llaman diamantes «negros» a diamantes que no son verdaderamente negros, pero que contienen numerosas inclusiones oscuras que le dan a la gema una apariencia oscura.
El diamante negro más conocido y con mayor valor es el «Diamante de Orlov Negro», aunque es más valioso por su historia que por el hecho de ser de color negro. (No confundir con el Diamante de Oslov).
En el 2008, el Diamante Wittelsbach, un diamante azul de 35,56 quilates (7,11 g) que se cree que pudo haber pertenecido a los Reyes de España, alcanzó la suma de más de US$24 millones en una subasta de Christie's. En el 2009, un diamante azul de 7,03 quilates (1,41g) alcanzó el más alto precio por quilate jamás pagado para un diamante, cuando fue vendido en subasta por 10,5 millones de francos suizos (6,97 millones de Euros o US$9,5 millones en aquel tiempo) lo que excedía notablemente los US$1,3 millones por quilate.

### Identificación

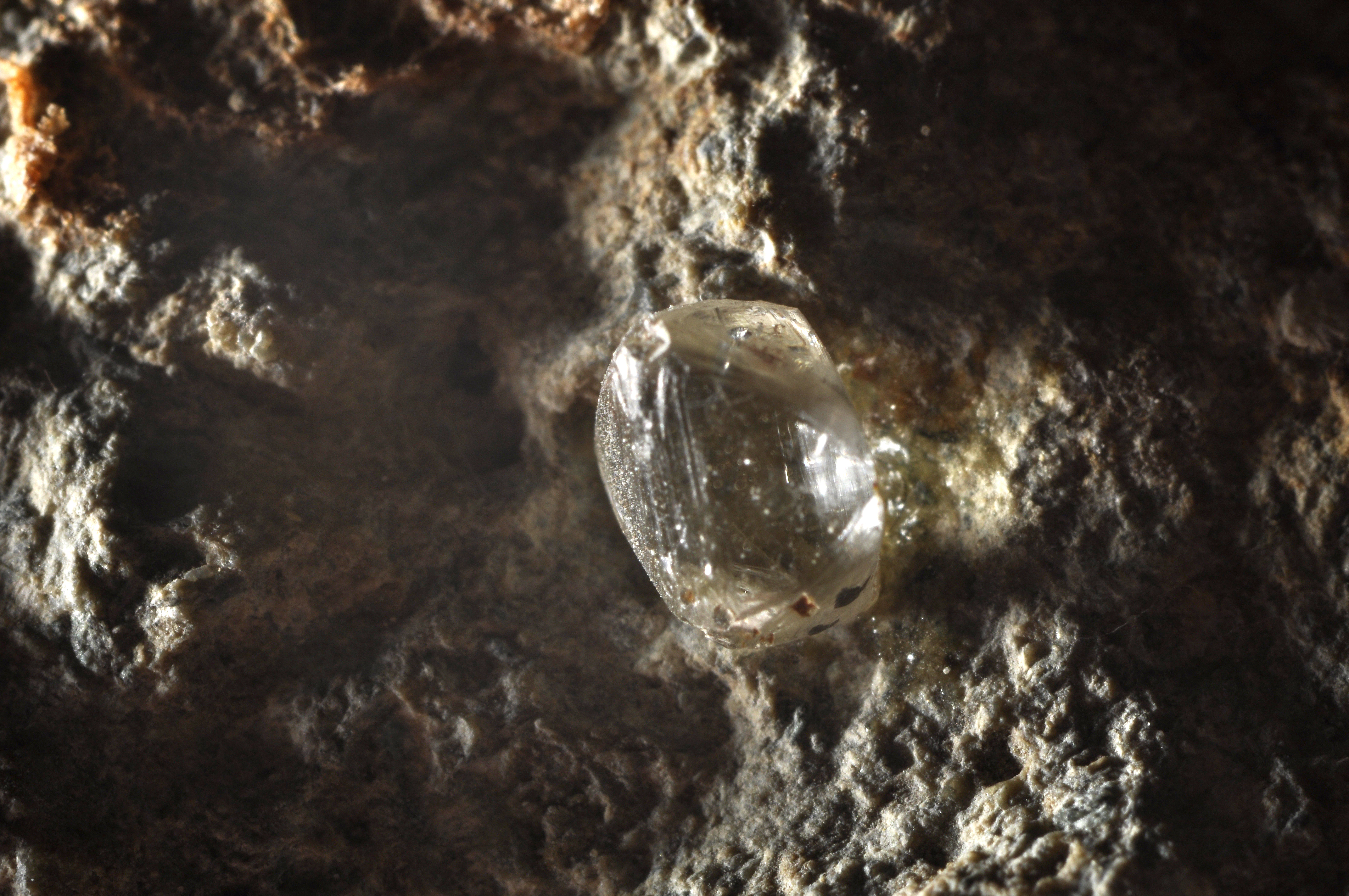
La forma octaédrica ligeramente deformada de este cristal de diamante en bruto en matriz es típica del mineral. Sus caras lustrosas también indican que este cristal es de un depósito primario.

Los diamantes pueden ser identificados por su alta conductividad térmica. Su elevado índice de refracción también es indicativo, pero otros materiales tienen similar refractividad. Los diamantes cortan el vidrio, pero esto no identifica positivamente a un diamante, debido a que otros materiales, como el cuarzo, también se encuentran sobre el vidrio en la escala de Mohs y también pueden cortar el vidrio. Los diamantes fácilmente rayan a otros diamantes, pero esto daña a ambos diamantes.
Existen métodos físicos para la identificación de los diamantes, como el empleo de líquidos pesados; se trata de, empleando como criterio la densidad del diamante, sumergir la muestra en una solución de yoduro de metileno, en la que la gema flotará o se hundirá si se trata de un diamante o no.
Hace unos años se fabricaron unos dispositivos que emplean la conductividad térmica del diamante para distinguirlo del resto de gemas transparentes. En un primer momento resultaron muy útiles, sobre todo para aquellos que no poseían conocimientos gemológicos, ya que simplemente tocando la gema con estos aparatos se podía determinar si esa gema era diamante o no. Pero con la aparición de la moissanita, otra nueva imitación del diamante, que posee una conductividad térmica muy similar a la del diamante, la fiabilidad de estos aparatos quedó en entredicho.
También existen métodos de observación directa para identificar un diamante. Los microscopios gemológicos permiten observar las inclusiones internas de la gema objeto de estudio, y un experto puede determinar que inclusiones son características de un diamante y cuáles no. La transparencia es otra característica del diamante, siendo menos transparente que alguna de sus imitaciones.

## Historia natural

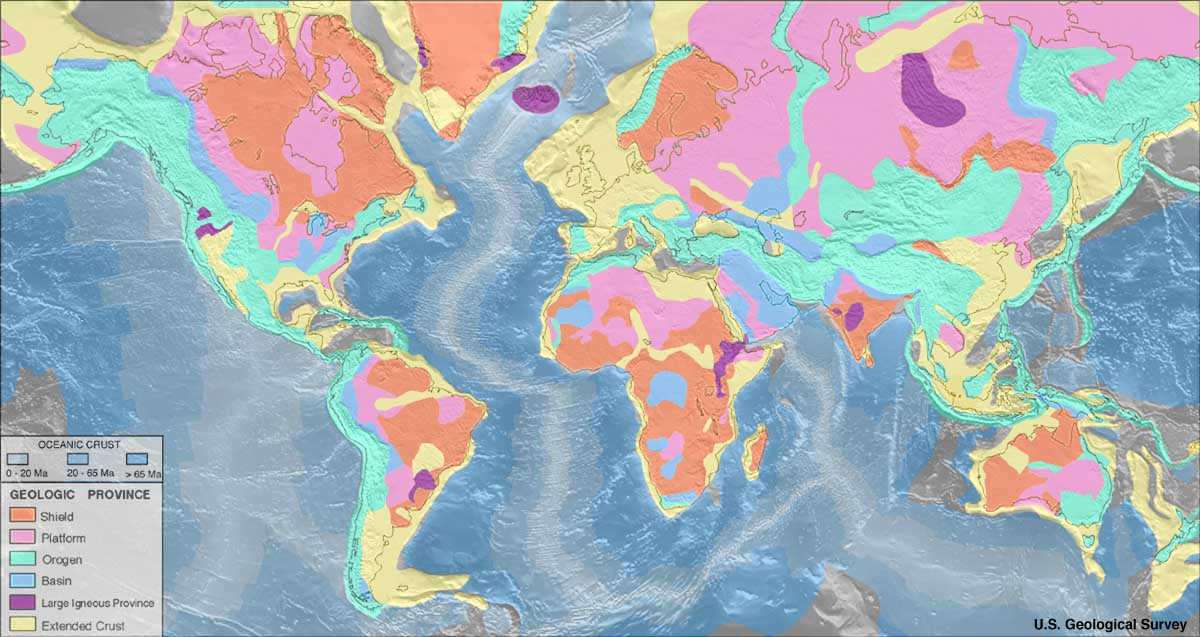
Provincias geológicas del mundo. Las áreas rosa y naranja son escudos y plataformas, que en conjunto constituyen cratones.

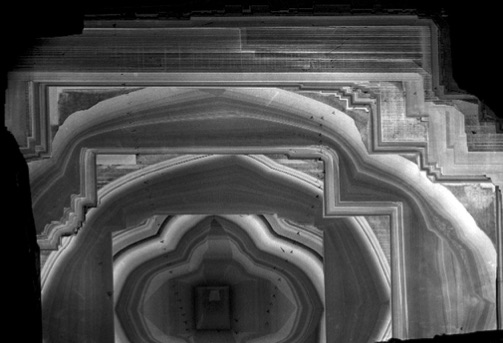
Zonas de edad en un diamante.

La formación del diamante natural requiere condiciones muy específicas —exposición de materiales que contienen carbono a presión alta, variando desde 45 a 60 kilobares,— aunque ocasionalmente cristalizan diamantes a profundidades de 300-400 km. pero a un rango de temperatura comparativamente bajo que va desde aproximadamente 900-1300 °C. Estas condiciones se encuentran en dos lugares en la Tierra; en el manto de la litosfera bajo placas continentales relativamente estables, y en el sitio de impacto de meteoritos.

### Formación en cratones
Las condiciones para que suceda la formación de diamante en el manto de la litosfera ocurren a profundidad considerable, correspondiendo a los requerimientos antes mencionados de temperatura y presión. Estas profundidades están estimadas entre 140 y 190 km.
La tasa a la que la cambia la temperatura con el incremento de profundidad en la Tierra varía grandemente en diferentes partes de la Tierra. En particular, bajo las placas oceánicas, la temperatura sube más rápidamente con la profundidad, más allá del rango requerido para la formación del diamante a la profundidad requerida. La combinación correcta de temperatura y presión solo se encuentra en las partes gruesas, viejas y estables de las placas continentales, donde existen regiones de litosfera conocidas como cratones. Una larga estancia en la litosfera cratónica permite a los cristales de diamante crecer más grandes aún.
A través de estudios de composición isotópica de carbono (similar a la metodología usada en datación por radiocarbono, excepto con los isótopos estables C-12 y C-13), se ha encontrado que el carbono de los diamantes proviene de fuentes tanto orgánicas como inorgánicas. Algunos diamantes, conocidos como harzburtigícos, son formados de carbono inorgánico encontrado originalmente en lo profundo del manto terrestre. En contraste, los diamantes eclogíticos contienen carbono orgánico de detritus orgánico que ha sido arrastrado hacia abajo desde la superficie de la corteza terrestre a través de subducción (ver tectónica de placas) antes de transformarse en diamante. Estas dos fuentes diferentes de carbono tienen diferentes razones 13C:12C mensurables. Los diamantes que han llegado a la superficie de la Tierra son generalmente bastante viejos, yendo desde mil millones a 3,3 mil millones de años. Esto es del 22% a 73% de la edad de la Tierra.
Los diamantes ocurren más frecuentemente como octaedros eudrales o redondeados y octaedros gemelados denominados maclas. Como la estructura del cristal de diamante tiene una disposición cúbica de los átomos, tienen muchas facetas que pertenecen a un cubo, octaedro, rombicosidodecaedro, tetraquishexaedro o hexaquisoctaedro. Los cristales pueden redondearse y las aristas inexpresivas pueden elongarse. Algunas veces se les encuentra crecidos juntos o formando cristales dobles "gemelados" en las superficies del octaedro. Estas formas diferentes y hábitos de los diamantes resultan de las diferentes circunstancias externas. Los diamantes (especialmente aquellas con las caras del cristal redondeadas) se encuentran comúnmente recubiertos en nyf, una piel opaca gomosa.

### Formación en cráteres de impacto de meteoritos
Los diamantes también pueden formarse en otros eventos naturales de alta presión. Se han encontrado diamantes muy pequeños, conocidos como microdiamantes o nanodiamantes, en los cráteres de impacto de meteorito. Aunque en el Cráter Popigai en Siberia los diamantes alcanzan un tamaño de entre 0,5 a 2 mm con algunos ejemplares de 10mm. Se considera que es el mayor yacimiento del mundo de diamantes de impacto.38 Tales eventos de impacto crean zonas de choque de alta presión y temperatura, idóneas para la formación de diamantes. Los microdiamantes del tipo de impacto pueden ser usados como un indicador de cráteres de impacto antiguos. Algunos de estos diamantes poseen empaquetados hexagonales(EH), Lonsdaleíta, a diferencia de los comunes que poseen un empaquetado cúbico (EC).14.

### Formación extraterrestre
No todos los diamantes encontrados en la Tierra se originaron aquí. Un tipo de diamante denominado diamante carbonado, el cual se encuentra en Sudamérica y África, puede haber sido depositado ahí por un impacto de asteroide (no formado por el impacto) hace aproximadamente 3 mil millones de años. Estos diamantes pueden haberse formado en el medio interestelar, pero en el 2008, no había consenso científico acerca de cómo se originaron los diamantes carbonados.
Los granos presolares en muchos meteoritos encontrados sobre la Tierra contienen nanodiamantes de origen extraterrestre, formados probablemente en supernovas. La evidencia científica indica que las estrellas enanas blancas tienen un núcleo de carbono y oxígeno cristalizado. El más grande de estos encontrado en el universo hasta ahora, BPM 37093, está ubicado a 50 años luz, en la constelación Centauro. Una nota de prensa del Harvard-Smithsonian Center for Astrophysics describió el núcleo estelar de 2500 millas de diámetro como un diamante. Es conocido como Lucy, por la canción «Lucy in the Sky with Diamonds» («Lucy en el cielo con diamantes») de The Beatles.

### Llegada a la superficie

Diagrama esquemático de la formación de los diamantes y su llegada a la superficie por una chimenea de kimberlita.

La roca portadora de diamantes es llevada cerca a la superficie a través de erupciones volcánicas de origen profundo. El magma para tal volcán debe originarse a una profundidad donde los diamantes puedan ser formados—150 km o más (tres veces o más la profundidad de la fuente de magma para la mayoría de los volcanes)—. Esto es algo que sucede relativamente rara vez. Las chimeneas contienen el material que fue transportado hacia la superficie por acción volcánica, pero no fue eyectada antes de que la actividad volcánica cesara. Durante la erupción, estas chimeneas están abiertas a la superficie, resultando en circulación abierta; en las chimeneas se han encontrado muchos xenolitos de rocas superficiales, e incluso madera y/o fósiles. Las chimeneas volcánicas que llevan diamantes están relacionados estrechamente a las regiones más viejas y frías de la corteza continental (cratones). Esto es porque los cratones son muy gruesos, y su manto litosférico se extiende a profundidades suficientemente grandes tal que los diamantes sean estables. No todas las chimeneas contienen diamantes, e incluso menos contienen suficientes diamantes para hacer el minado económicamente viable.
El magma en chimeneas volcánicas es generalmente de uno de dos tipos característicos, que se enfrían en roca ígnea conocida tanto kimberlita o lamproita. El magma en sí mismo no contiene diamantes; sin embargo, actúa como un elevador que lleva las rocas formadas en la profundidad (xenolitos), minerales (xenocristos), y fluidos hacia arriba. Estas rocas son característicamente ricas en minerales de olivino, piroxeno, y anfíbol, ricos en magnesio que suelen ser alterados a serpentina por el calor y los fluidos durante y después de la erupción. Ciertos minerales indicadores ocurren típicamente en kimberlitas diamantíferas, y son usadas como trazadores mineralógicos por los prospectores, quienes siguen las huellas del indicador de regreso a la chimenea volcánica que pueden contener diamantes. Estos minerales son ricos en cromo (Cr) o titanio (Ti), elementos que le imparten colores brillantes a los minerales. Los minerales indicadores más comunes son los granates cromianos (usualmente piropo de Cr, rojo brillante, y granates verdes de las series ugranditas), granates eclogíticos, piropo de Ti anaranjado, espinelas rojas de alto Cr, cromita oscura, diópsido de Cr verde brillante, olivino verde vidrioso, picroilmenita negra, y magnetita. Los depósitos de kimberlita son conocidos como suelo azul, por las partes profundamente serpentinizadas de los depósitos, o como suelo amarillo, por la arcilla de esmectita cercana al suelo y carbonato meteorizado y parte oxidada.
Una vez que los diamantes han sido transportados a la superficie por el magma en una chimenea volcánica, pueden ser erosionados afuera y distribuidos en un área grande. Una chimenea volcánica que contiene diamantes es conocida como una fuente primaria de diamantes. Las fuentes secundarias de diamantes incluyen a todas las áreas donde hay un número significativo de diamantes, erosionados de su matriz de kimberlita o lamproíta, y acumulados por la acción del agua o el viento. Estos incluyen depósitos aluviales y depósitos existentes en líneas costeras existentes y antiguas, donde los diamantes tienden a acumularse debido a su tamaño y densidad similares. Los diamantes también han sido encontrados rara vez en depósitos dejados atrás por glaciares (notablemente en Wisconsin e Indiana); sin embargo, en contraste con los depósitos aluviales, los depósitos glaciales son menores y, en consecuencia, no son fuentes comerciales viables de diamante.

## Mercados comerciales

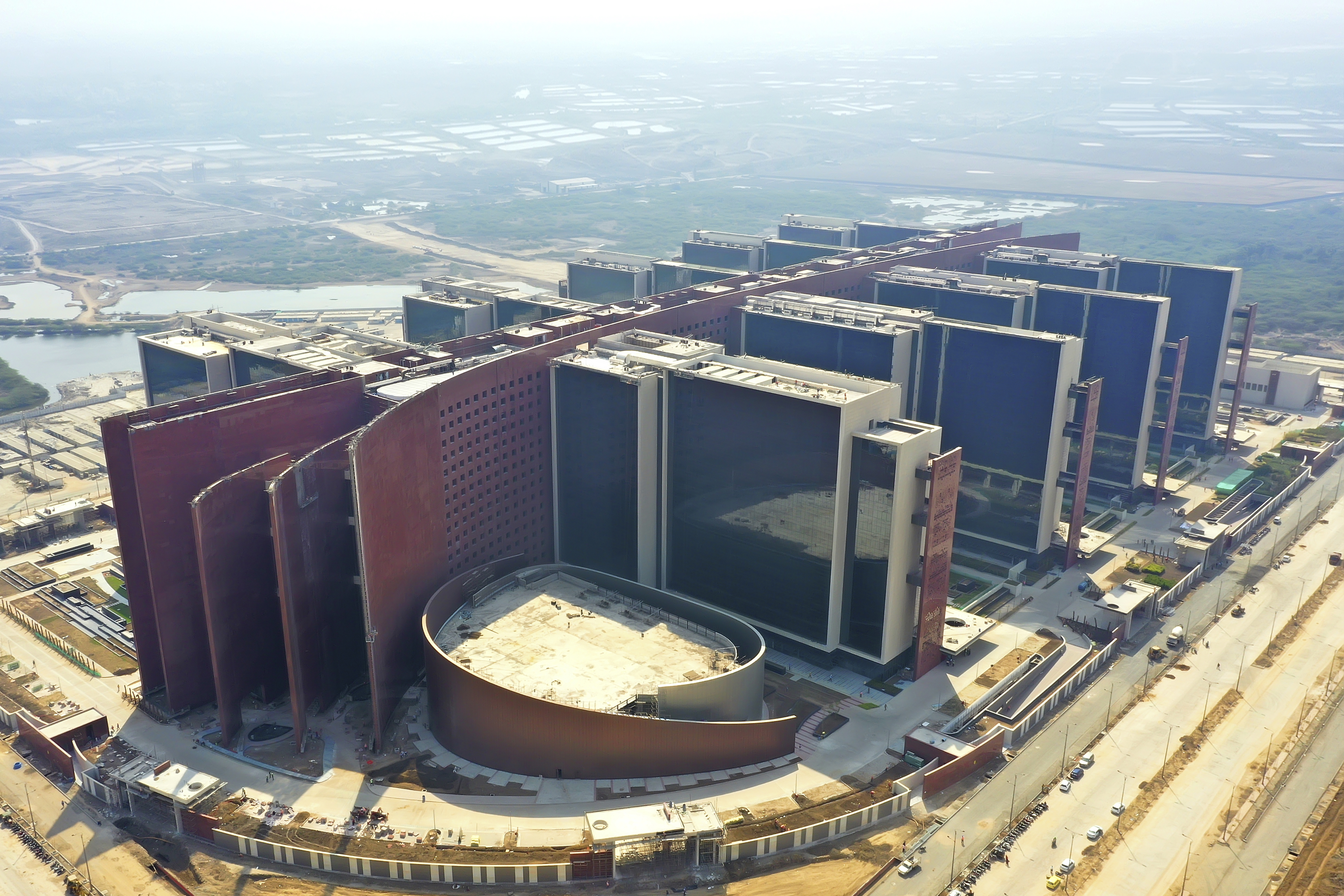
La Bolsa de diamantes de Surat es el edificio de oficinas más grande del mundo, por delante de El Pentágono.

La industria del diamante puede ser separada en dos categorías básicamente distintas: una relacionada con los diamantes de grado gema, y otro para los diamantes de grado industrial. Aunque existe un gran comercio en ambos tipos de diamantes, los dos mercados actúan en formas drásticamente distintas y diferentes.

### Gemas
Existe un gran comercio en diamantes de grado gema. A diferencia de los metales preciosos, tales como el oro o el platino, los diamantes gema no son comercializados como una mercancía. Contrario a la creencia popular, hay un mercado bien establecido para la reventa de diamantes pulidos y diamantes de corte en brillante. Un aspecto remarcable del comercio de diamantes de calidad gema es su altísima concentración: el comercio global y la talla de diamantes están limitados a solo unas pocas localidades. El 92% de los cortes de piezas de diamantes en el 2003 fueron en Surat, Guyarat, India. Otros centros importantes de talla y comercio de diamantes son Amberes, Londres, Nueva York, Tel Aviv, y Ámsterdam. Una sola compañía —De Beers— controla una proporción significativa del comercio en diamantes. Tienen su centro en Johannesburgo, Sudáfrica y en Londres, Inglaterra. Un factor que contribuye es la naturaleza geológica de los depósitos de diamante: algunas minas primarias grandes de pipas de kimberlita contribuyen para porciones significativos del mercado (tal como la mina de diamantes de Jwaneng en Botsuana, que es un gran yacimiento operado por De Beers que puede producir entre 12.5 a 15 millones de quilates de diamantes por año), mientras que los depósitos secundarios aluviales tienden a fragmentarse entre diferentes tipos de operadores, debido a que pueden ser dispersados por varios cientos de km² (por ejemplo, los depósitos aluviales en Brasil).
La producción y distribución de diamantes está grandemente consolidada en las manos de unos pocos jugadores clave, y concentrados en centros de intercambio de diamantes tradicionales. Siendo el más importante, Amberes, donde se manejan el 80% de los diamantes en bruto, el 50% de todos los diamantes cortados y más del 50% de los diamantes en bruto, cortados e industriales combinados. Esto hace a Amberes la "capital mundial de diamante" 'de facto'. Sin embargo, Nueva York, junto con el resto de los Estados Unidos, es donde aproximadamente el 80% de los diamantes del mundo son vendidos, incluyendo ventas en subasta. Asimismo, también terminan en Nueva York los diamantes más grandes y de formas brutas más inusuales. La compañía De Beers, como el más grande extractor de diamantes en el mundo, mantiene una posición claramente dominante en la industria, y ha sido así desde su fundación en 1888 por el imperialista británico Cecil Rhodes. De Beers posee o controla una proporción significativa de las instalaciones mundiales de producción de diamantes en bruto (minas) y canales de distribución para los diamantes de calidad gema. La compañía y sus subsidiarias poseen minas que producen casi el 40 por ciento de la producción mundial anual de diamantes. En algún tiempo se pensó que más del 80% de la producción mundial de diamantes en bruto pasaba a través de la Diamond Trading Company (DTC, una subsidiaria de De Beers) en Londres, pero actualmente la cifra está estimada en aproximadamente 40 por ciento. De Beers vendió una vasta mayoría de sus reservas de diamantes a finales de la década de 1990 - principios de la década de 2000 y el resto representa principalmente inventario en trabajo (diamantes que están siendo ordenados antes de su venta). Esto fue bien documentado en la prensa pero permanece poco conocido al público en general.
La campaña de publicidad de diamantes de De Beer es apreciada como una de las campañas más exitosas e innovadoras en la historia. N. W. Ayer & Son, la firma publicitaria retenida por De Beers a mediados del siglo XX, alcanzó éxito en revivir el mercado americano de diamantes y abrió nuevos mercados, incluso en países donde no había existido una tradición de diamantes. La multifacética campaña publicitaria de N.W. Ayer incluía publicidad por emplazamiento, publicitando el diamante en sí, en vez de la marca De Beers, y construyendo asociaciones con celebridades y realeza. Esta campaña coordinada duró décadas y continúa hoy en día: tal vez es capturado mejor por el eslogan: "a diamond is forever" (un diamante es para siempre).
Debajo de la cadena de suministros, los miembros de la Federación mundial de bolsas de diamantes (WFDB) actúan como un medio para el intercambio global de diamantes, comerciando tanto diamantes pulidos y en bruto. La WFDB consiste de bolsas de diamantes independientes en centros principales de corte tales como Tel Aviv, Amberes, Johannesburgo y otras ciudades en los Estados Unidos, Europa y Asia.
En el 2000, la WFDB y la International Diamond Manufacturers Association establecieron el World Diamond Council para evitar el tráfico de diamantes usados para subvencionar guerras y actos inhumanos. Actividades adicionales de la WFDB incluyen también la promoción del World Diamond Congress cada dos años, así como el establecimiento del International Diamond Council (IDC) para supervisar la graduación de los diamantes.

### Grado industrial

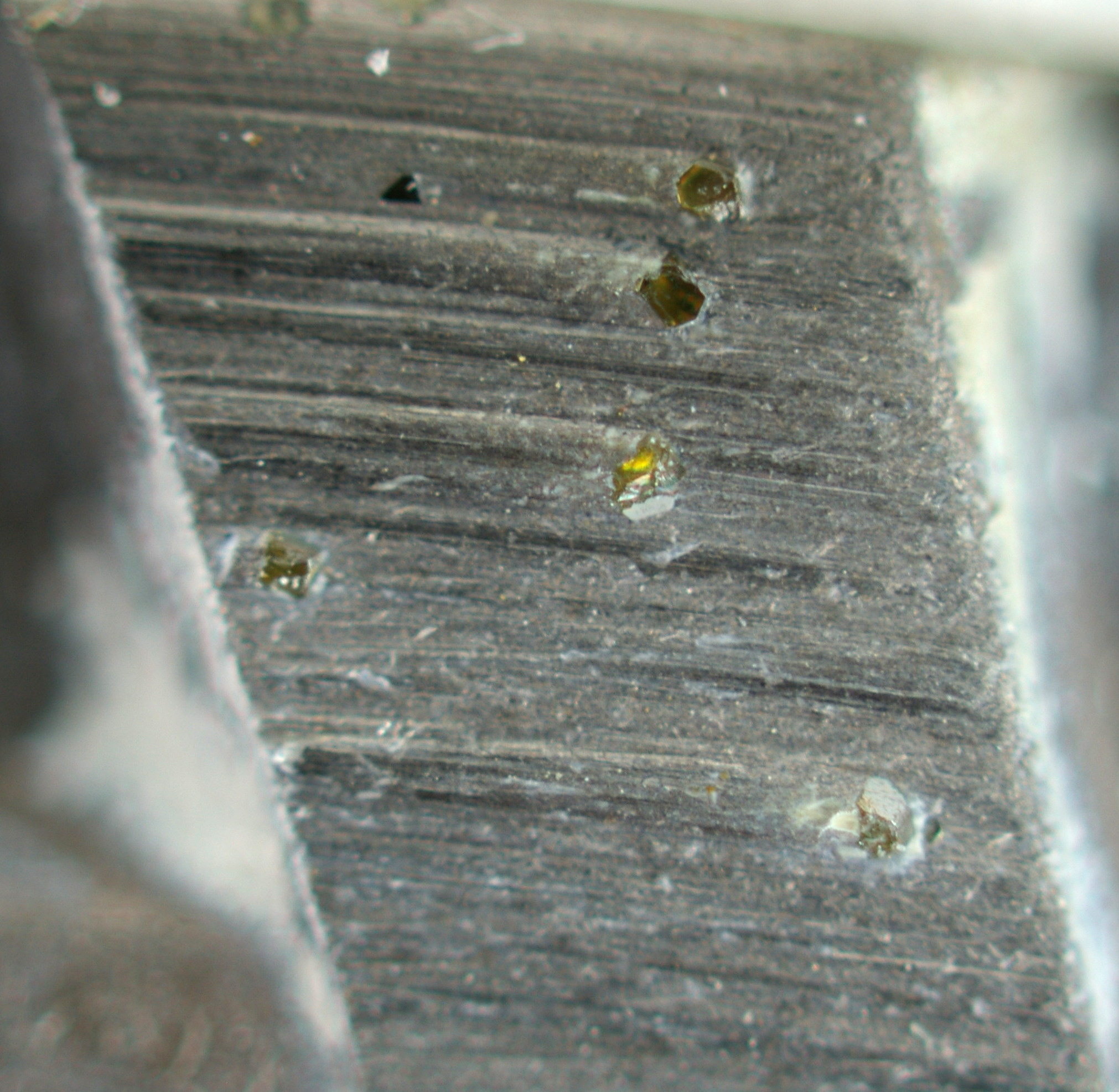
Diamantes en una hoja de corte.

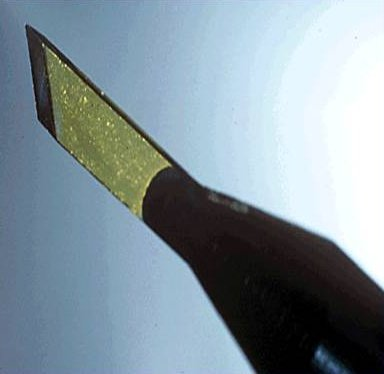
Un escalpelo con hoja de diamante sintético.

El mercado para los diamantes de grado industrial opera de forma muy diferente de su contraparte ornamental. Los diamantes industriales son valorados mayoritariamente por su dureza y conductividad térmica, haciendo algunas de las características gemológicas de los diamantes, tales como claridad y color, irrelevantes para la mayoría de aplicaciones. Esto ayuda a explicar por qué el 80% de los diamantes minados (igual a aproximadamente 100 millones de quilates, o 20.000 kg anualmente), no aptos para su uso como piedras preciosas, son destinadas al uso industrial. Además de los diamantes minados, los diamantes sintéticos encontraron aplicaciones industriales casi inmediatamente tras su invención en la década de 1950; se producen anualmente otros 3 mil millones de quilates (600 toneladas métricas) de diamantes sintéticos para uso industrial. Actualmente, aproximadamente el 90% del material abrasivo de las lijas de diamante es de origen sintético.
El uso industrial dominante de los diamantes es el corte, perforación, lijado y pulido. La mayoría de usos de diamantes en estas tecnología no requiere de diamantes grandes; en efecto, la mayoría de diamantes que son de calidad de gema, excepto por su tamaño pequeño, pueden encontrar un uso industrial. Los diamantes son insertados en la punta de taladros u hojas de sierras, o esparcidos en un polvo para su uso en aplicaciones de lijado y pulido. Algunas aplicaciones especializadas incluyen el uso en laboratorios como contenedor para experimentos de alta presión, rodamientos de alto desempeño, y un uso limitado en ventanas especializadas.
Con los avances continuos hechos en la producción de diamantes sintéticos, las aplicaciones futuras se están volviendo factibles. Está generando mucha excitación el posible uso del diamante como un semiconductor apto para construir microchips, o el uso del diamante como un disipador en electrónica, aunque antaño en esta rama de la tecnología se empleó ampliamente en la fabricación de agujas de las cápsulas fonocaptoras de los tocadiscos.
El límite entre los diamantes de calidad de gema y los diamantes industriales está definido pobremente, y parcialmente depende de las condiciones de mercado (por ejemplo, si la demanda de diamantes pulidos es alta, algunas piedras aptas serán pulidos en gemas pequeñas o de baja calidad en vez de ser vendidas para uso industrial). Dentro de la categoría de diamantes industriales, hay una subcategoría que comprende las piedras de menor calidad, principalmente piedras opacas, que son conocidas como bort o 'boart'.

### Cadena de suministro
Aproximadamente 130 millones de quilates (26 000 kg) son minados anualmente, con un valor total cercano a USD $9 mil millones, y aproximadamente 100.000 kg son sintetizados anualmente.
Más o menos el 49% de los diamantes provienen de África central y del sur, aunque se han descubierto fuentes significativas del mineral en Canadá, India, Rusia, Brasil y Australia. Se les mina de la kimberlita y lamproíta presentes en pipas volcánicas, que pueden transportar los cristales de diamante -originados en las profundidades de la Tierra donde las altas presiones y temperaturas le permiten formarse- hacia la superficie. La minería y distribución de los diamantes naturales son un motivo de controversia frecuente, tales como las preocupaciones sobre la venta de los diamantes de sangre. La cadena de suministro de diamantes está controlada por un número limitado de negocios poderosos, y está también altamente concentrada en un pequeño número de localizaciones alrededor del mundo (ver figura).

#### Minería, fuentes y producción

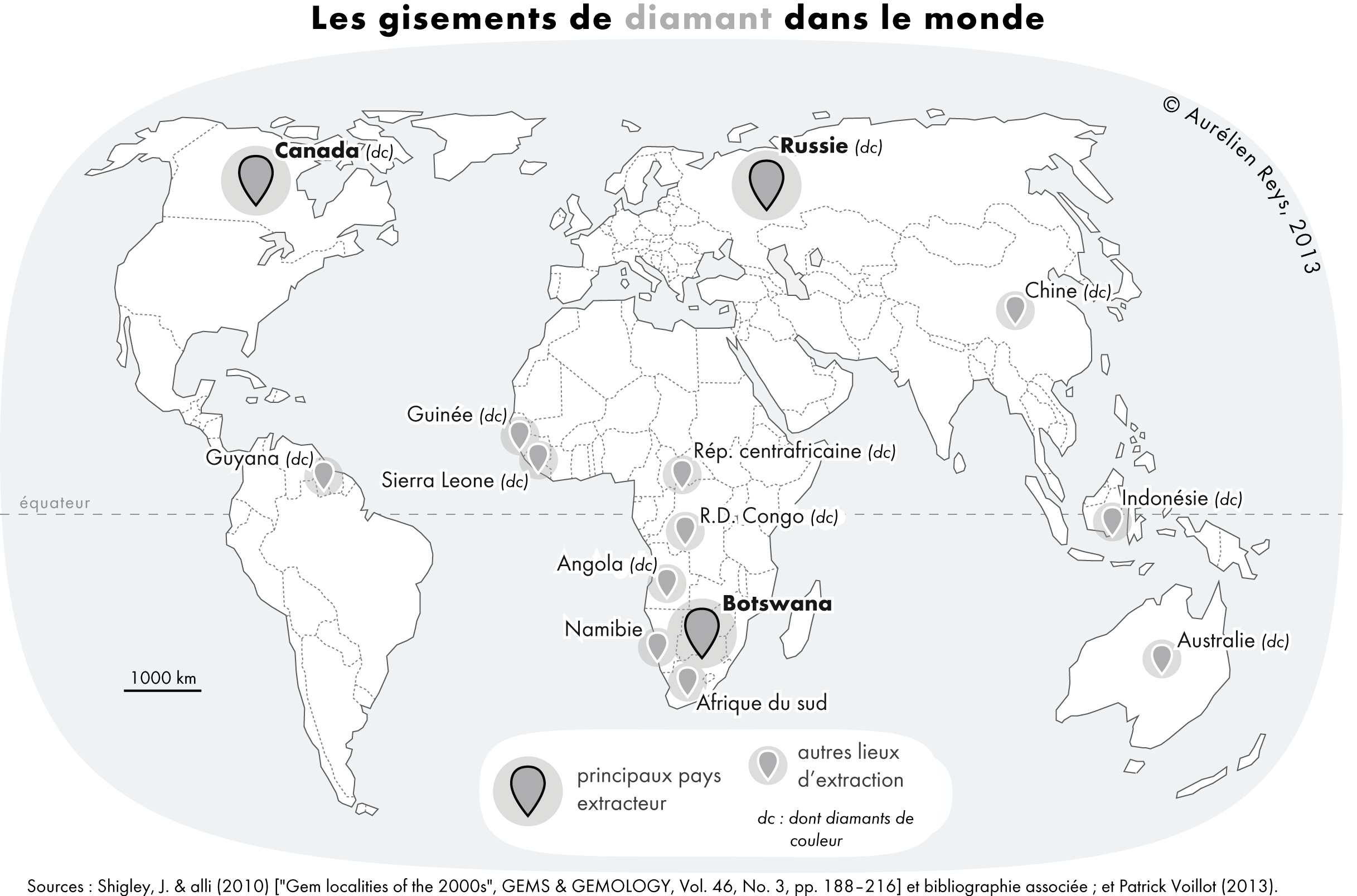
Principales países productores de diamantes

Solo una fracción muy pequeña de mineral de diamante consiste de diamantes reales. El mineral es chancado, proceso durante el cual se tiene el cuidado requerido para no destruir los diamantes más grandes, y luego son ordenados por densidad. Hoy en día, los diamantes son localizados en la fracción de densidad rica en diamantes, con la ayuda de fluorescencia de rayos X, después de lo cual los pasos finales de ordenamiento son hechos a mano. Antes de que el uso de los rayos X se hiciera común, la separación se hacía con cinturones de grasa; los diamantes tienen una tendencia más fuerte a pegarse a la grasa que los otros minerales en la muestra.
Históricamente, los diamantes eran encontrados solo en depósitos aluviales en el sur de la India. India lideró la producción mundial de diamantes desde el tiempo de su descubrimiento, aproximadamente en el siglo IX A. C. hasta mediados del siglo XVIII d. C., pero el potencial comercial de estas fuentes había sido agotado a finales del siglo XVIII, y en aquel tiempo, la India fue eclipsada por Brasil, donde se hallaron los primeros diamantes no provenientes de la India en 1725.
La producción de diamante de depósitos primarios (kimberlitas y lamproítas) empezó solo en la década de 1870, tras el descubrimiento de los campos de diamantes en la República Sudafricana. La producción ha aumentado con el tiempo, y ahora se ha minado un acumulado total de 4.5 mil millones de quilates desde la fecha. Interesante es el hecho de que el 20% de dicha cantidad se haya minado solo en los últimos 5 años, y durante los últimos diez años, 9 minas nuevas hayan empezado la producción, mientras 4 más están esperando ser abiertas pronto. La mayoría de estas minas están ubicadas en Canadá, Zimbabue, Angola, y una en Rusia.
En los Estados Unidos, se ha encontrado diamantes en Arkansas, Colorado, y Montana. En el 2004, el descubrimiento de un diamante microscópico en los Estados Unidos condujo al muestreo en bruto de pipas de kimberlita en un lugar remoto de Montana.
Hoy en día, la mayoría de depósitos de diamantes comercialmente viables están en Rusia (principalmente en Yakutia, por ejemplo la mina Mir y la mina Udachnaya), Botsuana, Australia (norte y oeste) y la República Democrática del Congo.
En el 2005, Rusia produjo casi un quinto de la producción global de diamante, según los reportes de British Geological Survey. Australia posee las pipas diamantíferas más ricas, con producción que alcanza niveles picos de 42 TM por año en la década de 1990.
También hay depósitos comerciales siendo minados activamente en los Territorios del Noroeste de Canadá, y en Brasil. Los prospectores de diamantes continúan buscando en el globo pipas de kimberlita y lamproíta que contengan diamantes.

#### Fuentes controvertidas

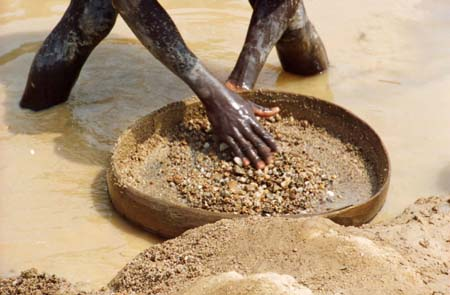
Búsqueda de "diamantes de sangre" en Sierra Leona, uno de los países más pobres del mundo.

#### Distribución

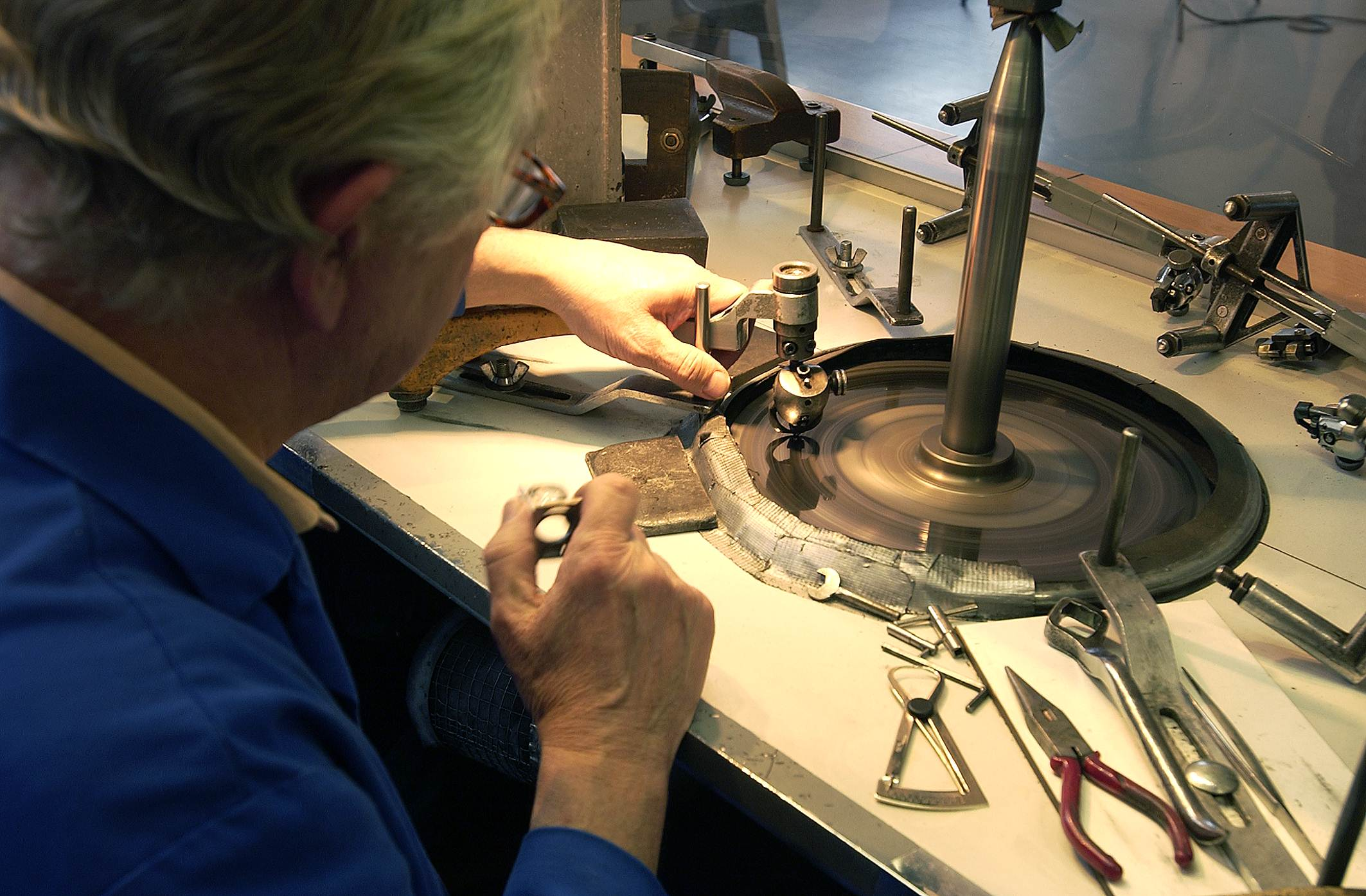
Pulidora de diamantes en Ámsterdam

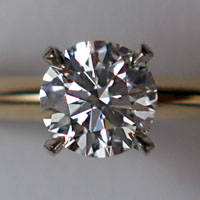
Diamante en corte brillante, engastado en un anillo

### Sintéticos

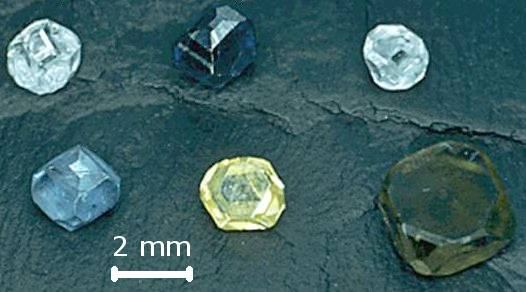
Diamantes sintéticos de varios colores, crecidos por la técnica de alta presión y alta temperatura.

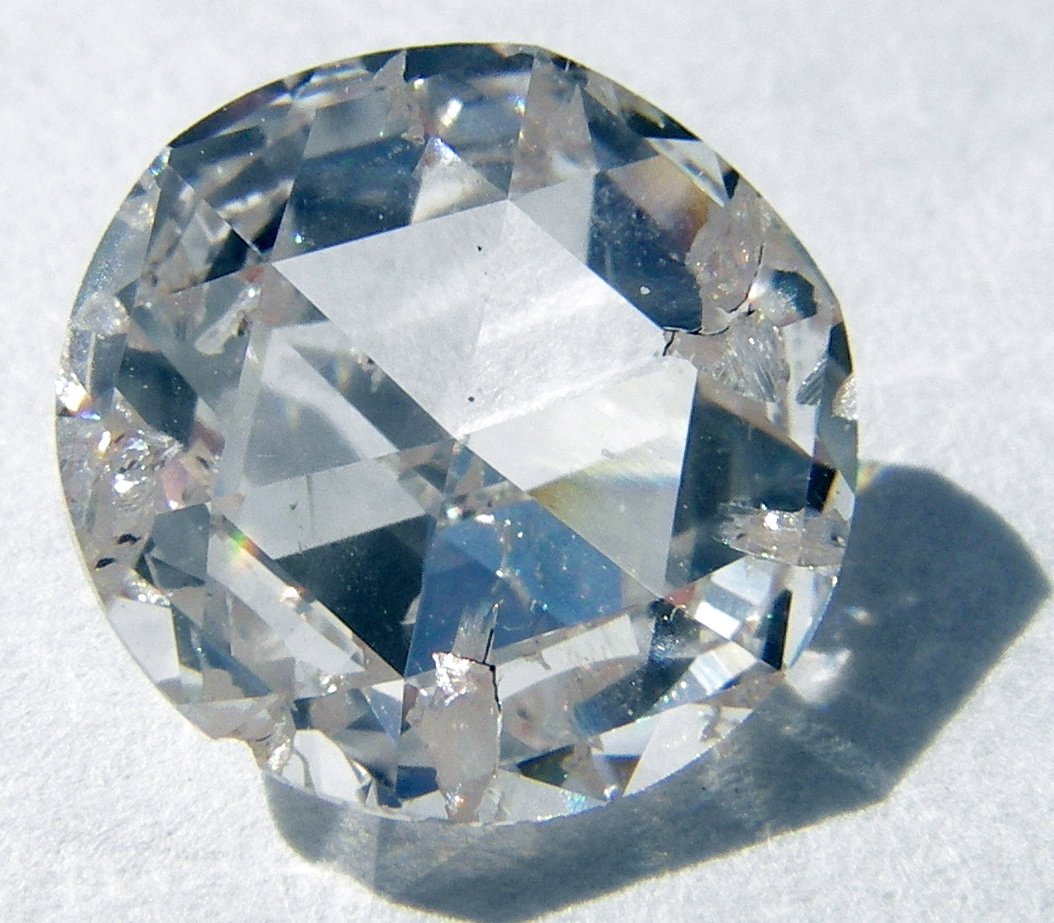
Corte incoloro de gema a partir de diamante crecido por deposición química de vapor.

### Imitaciones

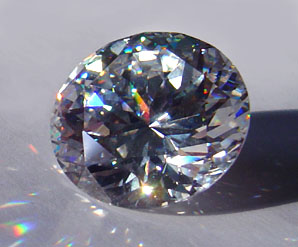
Debido a su bajo coste y su parecido visual con el diamante, la zirconia cúbica ha permanecido como el diamante de imitación más importante gemológica y económicamente desde 1976.